# Stony Lake, Manitoba
Stony Lake är en sjö i Kanada.   Den ligger i provinsen Manitoba, i den centrala delen av landet, 2 100 km nordväst om huvudstaden Ottawa. Stony Lake ligger 242 meter över havet.
Omgivningarna runt Stony Lake är i huvudsak ett öppet busklandskap. Trakten runt Stony Lake är nära nog obefolkad, med mindre än två invånare per kvadratkilometer.